# إقبالية (فيروزة)
إقبالية (بالفارسية: اقبالیه) هي قرية تقع في قسم تخت جلغة الريفي (مقاطعة فيروزة) في إيران. يقدر عدد سكانها بـ 424 نسمة .